# Marcelo Batatais
Marcelo Guioto, mais conhecido como Marcelo Batatais (Batatais, 9 de setembro de 1974), é um ex-futebolista brasileiro que atuava como zagueiro. Seu último clube foi o São Caetano, onde permaneceu até maio de 2011.

## Títulos
Cruzeiro
- Campeonato Mineiro: 2003 e 2004
- Campeonato Brasileiro: 2003
- Copa do Brasil: 2003

Vitória
- Campeonato Baiano: 2008